# Cocinachernes foliosus
Espèce
Cocinachernes foliosus est une espèce de pseudoscorpions de la famille des Chernetidae.

## Distribution
Cette espèce est endémique du Jalisco au Mexique. Elle se rencontre sur l'île Cocinas.

## Description
Le mâle holotype mesure 2,13 mm et les femelles de 2,41 à 2,55 mm.

## Systématique et taxinomie
Cette espèce a été décrite par Hentschel et Muchmore en 1989.

## Publication originale
- Hentschel & Muchmore, 1989 : « Cocinachernes foliosus, a new genus and species of pseudoscorpion (Chernetidae) from Mexico. » The Journal of Arachnology, vol. 17, no 3, p. 345-349 (texte intégral).